# Vasuki Sunkavalli
 (juillet 2011).
Si vous disposez d'ouvrages ou d'articles de référence ou si vous connaissez des sites web de qualité traitant du thème abordé ici, merci de compléter l'article en donnant les références utiles à sa vérifiabilité et en les liant à la section « Notes et références ».
Vasuki Sunkavalli, née le 17 août 1984 à Hyderabad en Andhra Pradesh, est un mannequin indien.

## Biographie
Elle vit à Delhi pendant deux ans pour faire ses études puis se lance dans le mannequinat.
Vasuki participe ensuite comme mannequin aux India Fashion Week (en) et à des publicités, dont Nike.
Le 15 juillet 2011, elle est couronnée Miss Univers Inde, en vue de l'élection de Miss Univers 2011.